# Hyphessobrycon rutiliflavidus
Hyphessobrycon rutiliflavidus es una especie de peces de la familia Characidae en el orden de los Characiformes.

## Morfología
Los machos pueden llegar alcanzar los 5,8 cm de longitud total.
Número de  vértebras: 32-33.

## Hábitat
Vive en zonas de clima tropical.

## Distribución geográfica
Se encuentran en Sudamérica: río Paraguay en Brasil.